# Gösta Knutsson

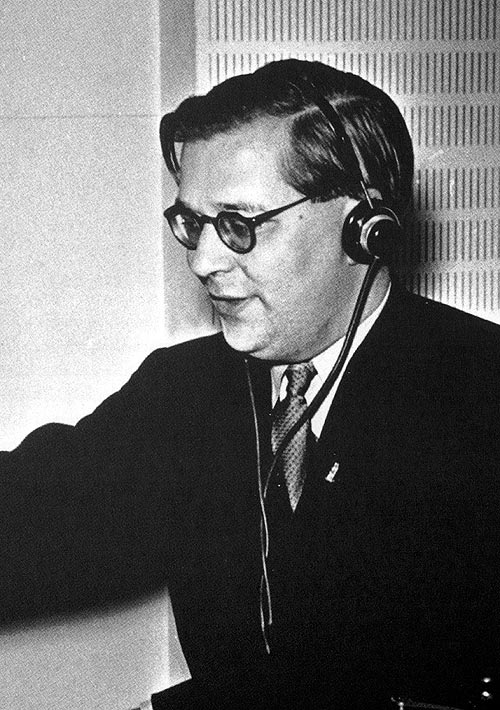
Gösta Knutsson

Gösta Lars August Knutsson (oorspronkelijke achternaam: Johansson; Stockholm, 12 oktober 1908 - Uppsala, 4 april 1973) was een Zweedse radio-producer en schrijver. Hij is vooral bekend door zijn kinderboeken over de kat Pelle Svanslös (Pelle-Zonder-Staartje / Pietje Kortstaart).
Knutsson werd in een middenklassengezin in Stockholm geboren en kwam als student naar Uppsala waar hij voor de rest van zijn leven bleef wonen. Na het voltooien van een Master of Philosophy was hij curator (voorzitter) van de studentenvereniging Stockholm Natie en later voorzitter van de studentenvereniging Uppsala (1936-1938). Hij was ook redacteur van Ergo, het tijdschrift van de vereniging (1940-1942). Van 1936 tot 1969 werkte hij als programmadirecteur bij Radio Zweden in Uppsala. 1938 introduceerde hij de radioquiz in Zweden. In de eerste uitzending liet hij twee studentenverenigingen uit Uppsala tegen elkaar aantreden.

## Pelle Svanslös
Zijn boeken over de kat Pelle Svanslös, zijn klassiekers geworden. Pelle Svanslös maakte zijn publieke debuut in een verhaal dat Knutsson 1937 op de radio vertelde; het eerste boek verscheen in 1939.

## Publicaties (Nederlandse vertalingen, selectie)
- Pietje Kortstaart. Fontein Jeugd / cop. 1984
- Pelle-Zonder-Staartje en zijn vrienden. F.G. Kroonder / [1950]
- Pelle-zonder-staartje : hoe het afliep. F.G. Kroonder / [1950]
- Pelle-Zonder-Staartje en het hondje Max. F.G. Kroonder / [1950]
- Pelle-Zonder-Staartje. F.G. Kroonder / [1947]
- Pelle-Zonder-Staartje op avontuur. F.G. Kroonder / [1947]

## Overig
- Een astronoom aan de Universiteit van Uppsala, Claes-Ingvar Lagerkvist, die een aantal planetoïden ontdekte, heeft de planetoïde nummer 8534 Knutsson genoemd, en er zijn zelfs planetoïden met namen Pellesvanslös, Mans en namen van andere katten uit het verhaal.
- Er is een "Pelle Svanslös Huis" voor kinderen in Uppsala.